# バリア市
バリア市（ベトナム語：Thành phố Bà Rịa / 城庯婆地、[ɓaː˧˩ ɹiə˧˨˧ˀ] ( 音声ファイル)）はベトナムの東南部のバリア＝ヴンタウ省の省都である。ヴンタウとはコ・マイ橋で結ばれている。

## 地理
バリア市はホーチミンの南東90km、ヴンタウの北西20kmに位置する。面積は197.5 km²で、人口は2011年時点で約12.2万人、人口密度は3500人/km²だった。

## 行政区画
以下の8坊3社から構成される。
- フオックフン坊（Phước Hưng / 福興）
- フオックチュン坊（Phước Trung / 福中）
- フオックヒエップ坊（Phước Hiệp / 福協）
- フオックグエン坊（Phước Nguyên / 福元）
- ロンフオン坊（Long Hương / 隆香）
- ロントアン坊（Long Toàn / 隆全）
- キムジジン坊（Kim Dinh / 金營）
- ロンタム坊（Long Tâm / 隆心）
- ホアロン社（Hòa Long / 和隆）
- ロンフオック社（Long Phước / 隆福）
- タンフン社（Tân Hưng / 新興）

## 交通
バリア市は省の交通の要所である。国道51号、国道52号、国道56号が通る。ロンタイン国際空港から南東48kmに位置する。バリア・セクレス港が有る。